# دانيال هيريرا
دانيال هيريرا (بالإنجليزية: Daniel Herrera)‏ هو لاعب كرة قاعدة أمريكي، ولد في 21 أكتوبر 1984 في أوديسا في الولايات المتحدة.

## وصلات خارجية
- دانيال هيريرا على موقع دوري كرة القاعدة الرئيسي (الإنجليزية)
- دانيال هيريرا على موقعبيزبول رفرنس.كوم (الدوري الرئيسي) (الإنجليزية)
- دانيال هيريرا على موقعبيزبول رفرنس.كوم (الدوري الثانوي) (الإنجليزية)
- دانيال هيريرا على موقع إي إس بي إن.كوم (أم.أل.بي) (الإنجليزية)
- دانيال هيريرا على موقع مشجعي الرسوم البيانية (الإنجليزية)